# Longborough

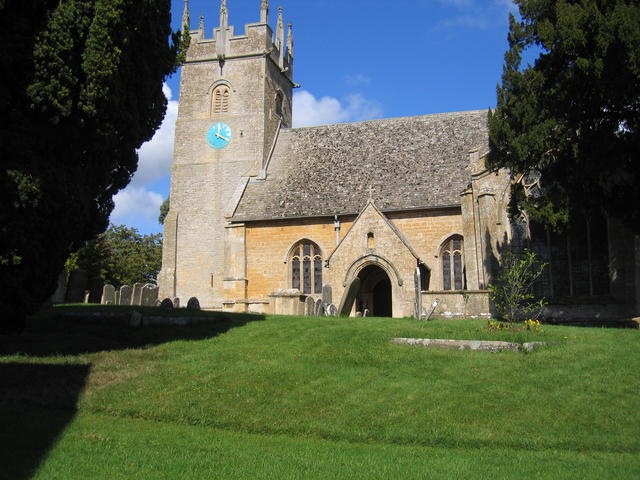
St James Church, Longborough

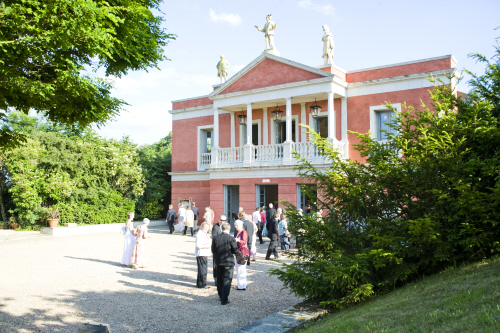
Longborough Festival Opera

Longborough ist eine Zivilgemeinde und ein Dorf in Cotswold (Grafschaft von Gloucestershire), in England.
Gemäß der Volkszählung 2011 hat die Gemeinde 471 Einwohner auf einer Fläche von 12,25 km².